# Land's End
Land's End, que en español significa «fin de la tierra» o «finisterre» (en córnico, Penn an Wlas), es un cabo y pequeño asentamiento en el oeste de Cornualles, Inglaterra. Se encuentra en la península de Penwith aproximadamente a 13 km al oeste-suroeste de Penzance.
Land's End es el punto más occidental de la parte continental de Inglaterra. Los Longships, un grupo de islotes rocosos, quedan justo a una milla frente a la costa. Las islas Sorlingas quedan aproximadamente a 45 kilómetros al suroeste de Land's End —la mítica tierra perdida de Lyonesse (como se llama en la literatura artúrica) se encontraba, supuestamente, entre las Sorlingas y la isla principal—.
Land's End tiene una resonancia particular debido a que normalmente se usa para sugerir distancia. De Land's End a John o' Groats, en Escocia, hay una distancia de 1349 km por carretera y define la longitud de carreteras, caminos o eventos de caridad (véase Land's End a John o' Groats).
En 1769, el anticuario William Borlase escribió:

De esta época hemos de entender que Eduardo I dice (Sheringham. p. 129.) que Gran Bretaña, Gales y Cornualles, eran la porción de Belinus, hijo mayor de Dunwallo, y que aquella parte de la isla, después llamada Inglaterra, fue dividida en tres partes, esto es, Gran Bretaña, que llega desde el Tweed en el Oeste llegando hasta el río Ex; Gales limitado por los ríos Severn y Dee; y Cornualles desde el río Ex hasta Land's-End
William Borlase (1769).